# Reinhard von Rüppurr

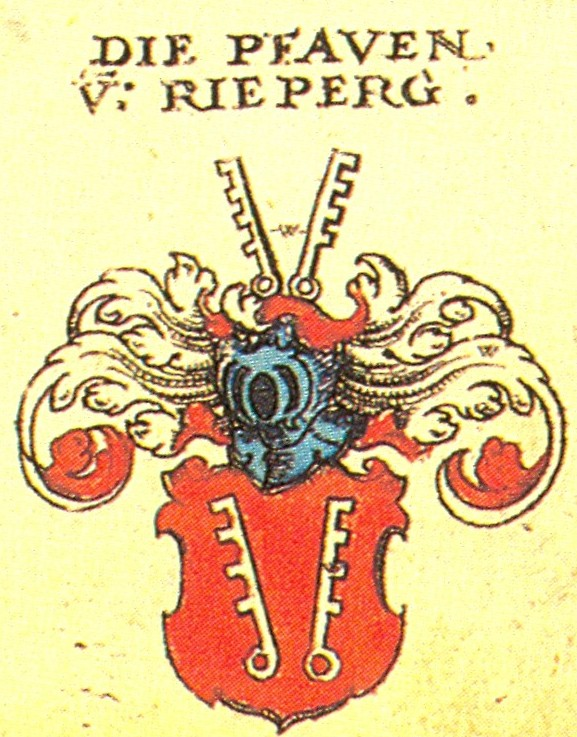
Escudo da família, gravura de Johann Siebmacher

Reinhard von Rüppurr (ou Rippur; ca. 1458 – 19 de abril de 1533) foi o Príncipe-bispo de Worms de 1504 a 1523. Foi indicado bispo em 9 de fevereiro de 1504 e resignou o cargo ca. 1523.